# José Enrique Cima
Pour les articles homonymes, voir Cima.
Cima  Prado est un nom espagnol. Le premier nom de famille, en général paternel, est Cima ; le second, en général maternel, souvent omis, est Prado.
José Enrique Cima Prado, né le 16 juin 1952 à Lugones (commune de Siero), est un coureur cycliste espagnol, professionnel de 1976 à 1982.

## Palmarès

### Palmarès amateur
- 1975
  - Tour de l'Empordà
  - 3e étape de la Volta da Ascension
  - 2e de la Volta ao Ribeiro

### Palmarès professionnel
- 1976
  - Gran Premio Nuestra Señora de Oro
  - 5eb étape du Tour du Pays basque (contre-la-montre)
  - Klasika Primavera
  - 5e et 6e étapes du Tour de Catalogne
- 1977
  - Prologue du Tour du Levant
  - 5eb étape du Tour du Pays basque (contre-la-montre)
  - Prologue du Tour de Romandie
  - 4eb étape du Tour de Cantabrie (contre-la-montre)
  - Grand Prix de Biscaye
  - 2ea étape du Tour de Catalogne
  - 2e du Gran Premio Navarra
  - 2e de la Klasika Primavera
  - 2e de la Prueba Villafranca de Ordizia
  - 2e du Tour de Cantabrie
  - 2e de l'Escalade de Montjuïc
- 1978
  - 7e et 8e étapes du Challenge Costa del Azahar
  - Semaine catalane :
    - Classement général
    - 4eb étape (contre-la-montre)

  - 5eb étape du Tour du Pays basque (contre-la-montre)
  - 2e et 17e étapes du Tour d'Espagne
  - 3e étape du Tour des Asturies
  - 2e du Tour du Pays basque
  - 3e du GP Navarra
  - 3e du Tour des vallées minières
  - 3e du Tour des Asturies

- 1981
  - 3e du Tour de Burgos

## Résultats sur les grands tours

### Tour de France
2 participations
- 1977 : 32e
- 1978 : abandon (3e étape)

### Tour d'Espagne
4 participations
- 1976 : 19e
- 1978 : 17e, vainqueur des 2e et 17e étapes
- 1979 : abandon (15e étape)
- 1980 : 22e

### Tour d'Italie
1 participation
- 1977 : abandon (7e étape)